# Алекс Рінс
А́лекс Рінс Нава́рро (ісп. Álex Rins Navarro; 8 грудня 1995, Барселона, Іспанія) — іспанський мотогонщик, учасник чемпіонату світу з шосейно-кільцевих мотогонок MotoGP. Віце-чемпіон світу в класах Moto3 (2013) та Moto2(2015). У сезоні 2016 виступає у класі Moto2 за команду «Paginas Amarillas HP 40» під номером 40.

## Кар'єра

### Moto3
Алекс Рінс дебютував у чемпіонаті світу з шосейно-кільцевих мотоперегонів серії MotoGP у сезоні 2012 разом з командою «Estrella Galicia 0,0», яка є відомою кузнею чемпіонів. Він отримав у своє розпорядження мотоцикл, побудований швейцарським ательє Suter Racing Technology на базі Honda. У своїй другій гонці, на Гран-Прі Іспанії-2012, Алекс здобув дебютний поул в кар'єрі, хоча у гонці фінішував четвертим. На Гран-Прі Франції-2012 він вперше приїхав на подіум, фінішувавши третім. Загалом протягом сезону Алекс виступав досить рівно, у більшості гонок фінішуючи у найкращій десятці. Це дозволило йому зайняти високе 5-е місце в загальному заліку та отримати нагороду «Новачка року» (англ. Rookie of the Year).
В наступному сезоні він продовжив виступи у «Estrella Galicia 0,0». Команда надала йому конкурентний мотоцикл KTM RC250GP, який дозволив Алексу боротись за найвищі місця у кожній гонці. Вже з перших гонок сезону окреслилась група претендентів на чемпіонську корону у складі Рінса, Маверіка Віньялеса та Луї Салома. Гонщики почергово здобували перемоги, підійшовши до останньої гонки з розривом лише у 5 очок в загальному заліку. Кожен з них мав шанс стати чемпіоном. Сильнішим виявився Віньялес, який переміг у гонці та став чемпіоном, Рінс же задовольнився третім місцем у гонці та 2-им у загальному заліку.
На сезон 2014 Алекс залишився у складі команди «Estrella Galicia 0,0», хоча його основні суперники по минулому сезону, Віньялес та Салом перейшли до «середнього» класу. Команда знову змінила постачальника мотоциклів, цього разу на Honda. Мотоцикл Honda NSF250RW став більш конкурентним у порівнянні з попередніми роками, проте Алексу знадобився деякий час для адаптації до нього. У перших гонках він, хоч і боровся за перемогу, проте зупинявся у кількох позиціях від подіуму. Перша перемога прийшла до нього на 12-й гонці сезону у Великій Британії. До цього часу він, завдяки стабільності результатів, зумів закріпитись на 3-у місці у загальному заліку. Додавши у свій актив ще одну перемогу у Сан Марино, Рінс фінішував третім у загальному заліку, поступившись колезі по команді Алексу Маркесу та Джеку Міллеру з «Red Bull KTM Ajo».

### Moto2
Два успішні сезони привернули до Алекса увагу менеджерів команд вищих класів, в результаті чого на сезон 2015 Алекс приєднався до команди Сіто Понса «Paginas Amarillas HP 40» для виступів у класі Moto2. І вже дебютний сезон став успішним для Рінса: здобувши дві перемоги (у Індіанаполісі та Австралії) та загалом 10 подіумів у 18 гонках, він став віце-чемпіоном світу та «Новачком року».

## Статистика виступів у MotoGP

### У розрізі сезонів
| Сезон | Клас   | Команда                 | Мотоцикл       | Гонки | Пер | Под | ПП | НК | Очки | Місце |
| ----- | ------ | ----------------------- | -------------- | ----- | --- | --- | -- | -- | ---- | ----- |
| 2012  | Moto3  | Estrella Galicia 0,0    | Suter-Honda    | 17    | 0   | 1   | 1  | 1  | 141  | 5     |
| 2013  | Moto3  | Estrella Galicia 0,0    | KTM RC250GP    | 17    | 6   | 14  | 8  | 1  | 311  | 2     |
| 2014  | Moto3  | Estrella Galicia 0,0    | Honda NSF250RW | 18    | 2   | 8   | 4  | 3  | 237  | 3     |
| 2015  | Moto2  | Paginas Amarillas HP 40 | Kalex Moto2    | 18    | 2   | 10  | 3  | 4  | 234  | 2     |
| 2016  | Moto2  | Paginas Amarillas HP 40 | Kalex Moto2    | 18    | 2   | 7   | 1  | 3  | 214  | 3     |
| 2023  | MotoGP | LCR Honda Castrol       | Honda RC213V   | 5     | 1   | 1   | 0  | 1  | 47*  | 11*   |

## Цікаві факти
- Алекс Рінс разом Романо Фенаті та Ісааком Віньялесом є авторами цікавого рекорду: на фініші Гран-Прі Італії—2014 їх розділило лише 0,010 с.[3]
- Під час Гран-Прі Чехії-2014 Алекс через дострокове святкування перемоги у гонці втратив шанс перемогти по-справжньому. Він їхав лідером на передостанньому колі, і, після перетину фінішної лінії, відпустив ручку газу, помилково вважаючи, що здобув перемогу. Проте, коли він побачив, що інші гонщики продовжують гонку, теж включився у боротьбу, але було занадто пізно — він зміг фінішувати лише 9-им.[4]